# Ulster Defence Association
L'Ulster Defence Association (UDA) est une organisation paramilitaire protestante loyaliste impliquée dans le conflit nord-irlandais. L'organisation est placée sur la liste officielle des organisations terroristes des États-Unis, du Canada et du Royaume-Uni et l'était jusqu'en 2009 sur celle de l'Union européenne, mais n'apparait plus en 2010. Elle fut cependant légale au Royaume-Uni de sa fondation, en 1971, jusqu'en 1992. Dans les années 1970, une note du gouvernement fait savoir qu'il ne faut pas empêcher ses membres de rejoindre l'armée britannique à travers le Régiment de Défense de l'Ulster.
L'organisation est responsable de 112 morts. La grande majorité des meurtres et attentats commis par l'UDA ont eu lieu pendant les années 1980.
En 2006, il fut révélé que ce groupe avait infiltré plusieurs loges maçonniques de l'Écosse.
Le 15 mai 1971, différents groupes paramilitaires (Tara, UVF) et d'auto-défense loyalistes de Belfast, représentés par près de 300 délégués, ouvrent des pourparlers en vue de fusionner. En septembre 1971 est créée dans ce but l'Ulster Defence Association, dirigé par Charles Smith. Construit sur le modèle de l'Armée britannique (comme de nombreux groupes paramilitaires républicains et loyalistes), elle regroupe à son apogée dans les années 1970 entre 30 000 et 50 000 membres,.
En décembre 1971, l'organisation fait sauter une bombe dans un bar catholique, tuant 15 personnes. Il s'agit de l'un des attentats les plus meurtriers du conflit. Pendant l'été 1972, l'UDA élève des barricades gardées par des membres armés autour de certains quartiers protestants. En 1973, l'UDA fonde l'Ulster Freedom Fighters pour revendiquer ses assassinats et ses attentats.
En 1987, le commandant de l'UDA John McMichael a publié un document intitulé Sens commun, qui proposait une solution consensuelle au conflit en Irlande du Nord, tout en maintenant la présence britannique. Ce document plaidait pour une assemblée partageant les pouvoirs entre nationalistes et unionistes, une constitution approuvée par tous et une nouvelle Charte des Droits (Bill of Rights). Cependant, il n'y a pas de consensus sur la question de savoir si l'UDA a accepté officiellement ce document dans leur ligne politique officielle.
Pendant cette période, l'UFF a commis de nombreux attentats, tels que l'assassinat de Paddy Wilson, le leader du Parti social-démocrate et travailliste, en 1973.
Le 10 août 1992, l'organisation devient illégale. À la suite du cessez-le-feu de la PIRA, l'UDA ainsi que différentes formations loyalistes prononcent un cessez-le-feu le 13 octobre 1994 que l'UDA et l'UFF brisent à la fin de l'année 1997. Le 11 novembre 2007, l'UDA ordonne à sa branche armée de déposer les armes.
Fin 2020, le PSNI évalue que l'UDA et l'UVF peuvent compter sur 12 500 membres en cas de reprise des affrontements communautaires(5 000 pour l'UDA et 7 500 pour l'UVF).